# شهرستان ساندرز
شهرستان ساندرز (به انگلیسی: Saunders County) یک منطقهٔ مسکونی در ایالات متحده آمریکا است که در نبراسکا واقع شده‌است. شهرستان ساندرز ۱٬۹۶۸٫۴ کیلومتر مربع مساحت دارد.